# Хумер, Адам
А́дам Тео́фил Ху́мер (пол. Adam Teofil Humer; 27 апреля 1917, Камден, США — 12 ноября 2001, Варшава), он же Адам Умер — польский коммунист, функционер карательных органов, полковник Министерства общественной безопасности. Активно участвовал в политических репрессиях, отличался особой жестокостью. В Третьей Речи Посполитой был осуждён за применение пыток.

## Коммунистический активист
Родился в польской семье трудовых мигрантов в США. В 1921 семья вернулась в Польшу. Жили в городе Томашув-Любельски.
Подростком Адам Хумер состоял в Союзе польских харцеров. Студентом примкнул к западно-украинскому комсомолу, затем вступил в польскую компартию. После вступления частей РККА в Томашув-Любельски в сентябре 1939 стал вице-председателем местного просоветского ревкома. Перебравшись во Львов, возглавил в городском университете коммунистическую агитационную бригаду.
В период нацистской оккупации участвовал в вооружённом коммунистическом подполье, действовавшем в Люблинском воеводстве.

## Офицер госбезопасности
В сентябре 1944 Адам Хумер возглавил в Люблине следственный отдел Ведомства общественной безопасности (подразделение спецслужбы и силового контроля ПКНО). Играл важную роль в подавлении антикоммунистической оппозиции и вооружённого подполья — отрядов и групп AK, NSZ, WiN. Под началом Хумера служил, в частности, капитан Дерешевич, погибший в бою с партизанами Мариана Бернацяка. С августа 1945 Хумер был переведён в Варшаву, в центральный аппарат Министерства общественной безопасности (Польша). Состоял в ППР, затем в ПОРП.
Методы Хумера отличались особой жестокостью, в том числе в отношении женщин. На допросах он практиковал пытки и избиения, применял нагайку и колючую проволоку. Среди людей, которых Хумер подвергал пыткам, были участник Варшавского восстания Юлиуш Дечковский, подпольщица АК Мария Хаттовская, известный лётчик Станислав Скальский, писатель Адам Добожиньский, философ Тадеуш Плужаньский, епископ Чеслав Качмарек. Хумер участвовал в процессе Витольда Пилецкого, утверждал обвинительное заключение, на основании которого Пилецкий был казнён.
В марте 1955, в ходе начинающейся десталинизации, Адам Хумер был отстранен от должности. Его методы были квалифицированы как «недозволенные» специальной комиссией политбюро ЦК ПОРП. Из силовых структур Хумеру пришлось перейти на второстепенную должность в Министерстве сельского хозяйства. При этом он не подвергся преследованиям, не был лишён воинского звания и сохранил ранее полученную награду — Серебряный крест Заслуги.
Через несколько лет вернулся в Службу безопасности МВД ПНР в качестве консультанта. После выхода на пенсию пользовался ветеранскими льготами.

## Суд и срок
В 1992 году, после смены общественно-политической системы в Польше, Адам Хумер был арестован и предстал перед судом. В 1994 приговорён к 9 годам тюрьмы за применение пыток. В 1996 по апелляции срок был сокращён до 7 лет 6 месяцев. Хумер стал первым функционером коммунистических карательных органов, привлечённым к судебной ответственности в Польше после 1989 года.
На суде Хумер вёл себя грубо и вызывающе, плевал в телевизионную камеру. О процессе Хумера в 1994 был снят документальный фильм.
Смерть Адама Хумера пришлась на ноябрь 2001, через сутки после празднования Дня независимости Польши. В этот период Хумер находился в отпуске из тюрьмы.

## Семья
Отец Адама Хумера — Винценты Хумер — был активным коммунистическим функционером, возглавлял томашув-любельский комитет ППР. Убит боевиками подпольной группы Яна Леоновича 31 мая 1946.
Брат Адама Хумера — Генрик Хумер и сестра — Ванда Хумер — являлись активистами ППР.
Брат Адама Хумера — Эдвард Хумер — служил в военной разведке и госбезопасности.
Племянница Адама Хумера — Магда Умер — известная польская певица и кинематографистка.